# ۱۳۹۱ (خورشیدی)
سال ۱۳۹۱ خورشیدی، هزار و سیصد و نود و یکمین سال گاه‌شماری هجری خورشیدی، سالی کبیسه بود.
سرآغاز این سال روز سه‌شنبه، ۲۰ مارس ۲۰۱۲ میلادی، برابر با ۲۶ ربیع الثانی ۱۴۳۳ هجری قمری است. همچنین این سال در گاه‌شماری حیوانی معادل نهنگ یا اژدها هست.

## لحظهٔ تحویل سال به ساعت رسمی ایران
ساعت ۸ و ۴۴ دقیقه و ۲۷ ثانیه، روز سه‌شنبه ۱ فروردین ۱۳۹۱ هجری خورشیدی
مطابق ۲۶ ربیع‌الثانی ۱۴۳۳ هجری قمری (قراردادی)
و ۲۰ مارس ۲۰۱۲ میلادی

## اتفاقات
فروردین :
- ۱ فروردین - نامگذاری این سال به عنوان تولید ملی، حمایت از کار و سرمایهٔ ایرانی توسط سید علی خامنه‌ای رهبر حکومت ایران
- ۳ فروردین -  رئیس جمهور مالی ، آمادو تومانی توره ، پس از حمله سربازان  به دفاتر دولتی ، با كودتا بركنار شد.
- ۱۴ فروردین - اعلام پايان ماموريت ماهواره نويد علم و صنعت پس از ماموريت 60 روزه
- ۲۴ فروردین - سربازان متحد در گینه بیسائو کودتا کردند و پایتخت ، بیسائو را به دست گرفتند. آنها رئیس جمهور موقت رایموندو پریرا و نامزد اصلی ریاست جمهوری کارلوس گومس جونیور را در میان مبارزات انتخاباتی ریاست جمهوری دستگیر می کنند.

اردیبهشت :
خرداد:
- ۳ خرداد - پایان کار هشتمین دور مجلس شورای اسلامی

تیر:
- ۱۰ تیر - محمد مرسی ، عضو اخوان المسلمین ، به عنوان پنجمین رئیس جمهور مصر انتخاب شد ، که واکنش ها و اعتراضات مختلفی را در سراسر کشور ایجاد کرد.
- ۱۴ تیر - کشف ذره هیگز

مرداد:
- ۱ مرداد - انتشار آلبوم طرفدار، شادمهر عقیلی.
- ۲ مرداد - طوفان خورشیدی 2012 یک انفجار جرم تاجی بسیار غیرمعمول بود که توسط خورشید منتشر شد و به فاصله نه روز از زمین عبور کرد در صورت برخورد ، خسارت تا 2.6 تریلیون دلار آمریکا به تجهیزات الکتریکی در سراسر جهان وارد می شد.
- ۱۰ مرداد - در بدترین قطعی برق در تاریخ جهان ، خاموشی ۲۰۱۲ هند ۶۲۰ میلیون نفر را بدون برق شدند.
- ۲۱ مرداد - وقوع زمین لرزه شش و دو دهم ریشتری نزدیک اهر و ورزقان در آذربایجان شرقی با بیش از ۳۰۰ کشته و ۱۸۰۰ زخمی.

شهریور:
- ۳ شهریور - آغاز روند رو به افزایش قیمت دلار و سکه در بازار معاملات (دلار : 2122 تومان و سکه 800 هزار تومان )

- ۱۷ شهریور - کانادا با بستن سفارت خود در تهران رسماً روابط دیپلماتیک خود را با ایران قطع کرد و به دلیل حمایت از سوریه ، برنامه های هسته ای و نقض حقوق بشر ، دستور اخراج دیپلمات های ایرانی از اتاوا را صادر کرد.
- ۲۸ سنبله. آغاز نخستین لیگ حرفه‌ای فوتبال باشگاه‌های افغانستان

مهر :
- ۱۱ مهر - رکورد شکنی دلار در بازار تهران با قیمت ۳۹۰۰ تومان و سکه یک میلیون و ۳۰۰ هزار تومان.

آبان :
- ۱ آبان -  طوفان سندی ، بزرگترین طوفان آتلانتیک ثبت شده (اندازه گیری شده با قطر ، با وزش باد طوفانی - ۹۰۰ مایل (۱۴۰۰ کیلومتر) ، ویرانی بزرگی را به بار آورد  در نتیجه ۲۳۳ کشته و ۶۸/۷ میلیارد دلار  خسارت.
- ۱۶ آبان - انتخاب دوباره  باراک اوباما
- ۲۴ آبان - تا ۱ آذر - اسرائیل عملیات ستون دفاعی را علیه نوار غزه تحت حاکمیت فلسطین آغاز کرد و احمد جباری رئیس ارتش حماس را کشت. در هفته بعد 140 فلسطینی و پنج اسرائیلی در چرخه خشونت بعدی کشته شدند. آتش بس بین اسرائیل و حماس توسط وزیر امور خارجه مصر ، محمد کامل عمرو و وزیر امور خارجه ایالات متحده ، هیلاری کلینتون پس از اوج گیری یک هفته ای در درگیری ها در جنوب اسرائیل و نوار غزه اعلام شد.

آذر :
- ۱ آذر - طوفان بوفا ، معروف به "پابلو" در فیلیپین ، حداقل 1067 کشته و حدود 838 نفر همچنان مفقود هستند. این توفان خسارت قابل توجهی در جزیره میندانائو وارد می کند.

دی :
بهمن:
- ۲۷ بهمن - شهاب‌سنگ چلیابینسک بر فراز روسیه  منفجر شد و منجر به زخمی شدن ۱۴۴۸۹-۱۴۹۲ نفر و آسیب رساندن به بیش از ۴۳۰۰ ساختمان شد. این نیرومندترین شهاب سنگی است که طی بیش از یک قرن به جو زمین برخورد کرده است. [11] این حادثه ، همراه با پرواز همزمان یک سیارک بزرگتر ، نگرانی بین المللی در مورد آسیب پذیری سیاره در برابر حملات شهاب سنگ را ایجاد می کند.

- ۲۸ بهمن - افتتاح آزمایشی تونل نیایش بزرگترین تونل شهری خاورمیانه

اسفند :
- ۱۰ اسفند - استعفای پاپ بندیکت شانزدهم

## رویدادها

### سیاسی
- ۵ تا ۱۰ شهریور - شانزدهمین نشست جنبش غیرمتعهدها در تهران
- ۲۶ مهر تا ۱۴ آذر - اعتصاب غذای نسرین ستوده در اعتراض به حکم ممنوع الخروجی دخترش

### نجومی
- ماه‌گرفتگی جزئی ۱۵ خرداد (غیرقابل رؤیت در ایران)
- ماه‌گرفتگی نیم‌سایه‌ای ۸ آذر (این گرفت با چشم غیرمسلح به‌زحمت مشاهده‌پذیر است و ساکنان آسیا، اروپا، استرالیا، آفریقا (به‌جز غرب آن) و آمریکای شمالی (به‌جز شرق آن) می‌توانند شاهد این خسوف باشند)
- خورشیدگرفتگی حلقوی ۱ خرداد (غیرقابل رؤیت در ایران)
- خورشیدگرفتگی کلی ۲۴ آبان (غیرقابل رؤیت در ایران)
- گذر سیاره زهره از مقابل خورشید ۱۷ خرداد، از ساعت ۲:۴۰ تا ۹:۲۰ بامداد (به وقت ایران) که منطقه سرخس[۱] و چابهار[۲] در ایران بهترین نقاط برای رؤیت هستند. این رخداد نجومی ۱۰۵ سال دیگر تکرار خواهد شد.
- سقوط شهاب سنگ در روسیه در ۲۷ بهمن ۱۳۹۱
- گذر سیارک ۲۰۱۲ دی‌ای۱۴ در ۲۷ بهمن ۱۳۹۱ از نزدیکی زمین.
- نمایان شدن دنباله‌دار سی/۲۰۱۱ ال ۴ از تاریخ ۱۷ اسفند ۱۳۹۱ تا ۱۴ فروردین ۱۳۹۲ که با چشم غیرمسلح نیز در صورت فلکی قیطس، حوت و آندرومدا قابل رؤیت است.[۱]

### علمی، فرهنگی
- ۲۹ اردیبهشت، رونمایی کتاب هزارافسان کجاست؟ کارِ بهرام بیضایی هفت سال پس از نگارش در ازدحام جمعیّت در خانه هنرمندان
- 1 مرداد، انتشار آلبوم طرفدار شادمهر عقیلی

- 30 مهر، انتشار آلبوم حباب محسن یگانه

### ورزشی
- 18 خرداد  تا 11 تیر- برگزاری جام ملت‌های اروپا ۲۰۱۲ در اوکراین و لهستان
- ۶ تا ۲۲ مرداد - برگزاری بازی‌های المپیک تابستانی ۲۰۱۲ در لندن
- ۸ تا ۱۹ شهریور - برگزاری بازی‌های پارالمپیک تابستانی ۲۰۱۲ در لندن

== زادگان == سرنا روحانی

## درگذشتگان

### فروردین

قمر آریان

- ۳ فروردین - غلامحسین سمندری، نوازنده دوتار (زادروز ۱۳۱۱)
- ۵ فروردین - پروین‌دخت یزدانیان، بازیگر سینما و تلویزیون (زاده ۱۳۰۶)
- ۸ فروردین - علی‌اکبر قره‌باغی، نماینده آذربایجان غربی در مجلس خبرگان رهبری (زاده ۱۳۱۵)
- ۱۷ فروردین - فاطمه طاهری، بازیگر سینما و تلویزیون (زاده ۱۳۱۸)
- ۲۳ فروردین - فریدون پوررضا، خواننده و موسیقی‌دان گیلکی (زاده ۱۳۱۱)
- ۲۳ فروردین - قمر آریان، نویسنده، مترجم، استاد ادبیات فارسی (زاده ۱۳۰۱)
- ۲۶ فروردین - امان منطقی، نویسنده، شاعر و کارگردان (زاده ۱۳۱۲)
- ۲۹ فروردین - ایلوش خوشابه، بازیگر و ورزشکار (زاده ۱۳۱۱)

### اردیبهشت

ایرج قادری

طوطی سلیمی

- ۱ اردیبهشت - غلامرضا قاسمی، فرمانده نظامی (زاده ۱۳۰۹)
- ۶ اردیبهشت - اباصلت صادقی، خوشنویس (زاده ۱۳۴۸)
- ۹ اردیبهشت - محمد فرهنگ‌دوست، کشتی‌گیر (زاده ۱۳۲۵)
- ۱۷ اردیبهشت - ایرج قادری، کارگردان، فیلم‌نامه‌نویس و بازیگر سینمای ایران (زاده ۱۳۱۳)
- ۲۰ اردیبهشت - ایرج زهری، نمایشنامه‌نویس، منتقد، مدرس و کارگردان تئاتر (زاده ۱۳۱۱)
- ۲۲ اردیبهشت - پرویز شهریاری، ریاضی‌دان، مترجم، روزنامه‌نگار، فعال سیاسی (زاده ۱۳۰۵)
- ۲۳ اردیبهشت - طوطی سلیمی، بازیگر (زاده ۱۳۳۳)
- ۲۵ اردیبهشت - مجید جمالی فشی، رزمی کار (زاده ۱۳۵۷)
- ۲۶ اردیبهشت - حسن احمدی گیوی، استاد زبان و ادبیات فارسی (زاده ۱۳۰۶)

### خرداد

سیما کوبان

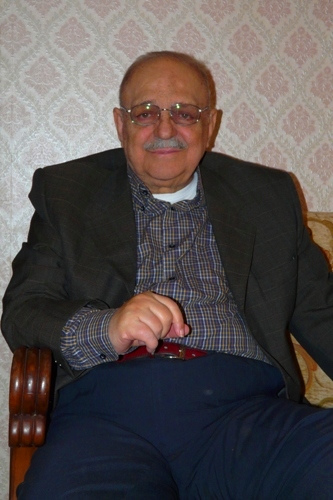
حسن کسائی

- ۱ خرداد - بهرام عالیوندی، نقاش (زاده ۱۳۰۷)
- ۳ خرداد - ستاره فرمانفرمائیان، مادر مددکاری اجتماعی ایران (زادروز ۱۲۹۹)
- ۶ خرداد - عطا صفوی، جراح (زاده ۱۳۰۵)
- ۱۲ خرداد - اصغر الهی، نویسنده (زاده ۱۳۲۳)
- ۱۴ خرداد - مصطفی علیمدد، چهره ماندگار حسابداری ایران (زاده ۱۳۱۵)
- ۱۴ خرداد - پروانه سپانلو، خواننده (زاده ؟)
- ۱۵ خرداد - سیما کوبان، نویسنده و ناشر (زاده ۱۳۱۸)
- ۱۶ خرداد - منوچهر جمالی، فیزیکدان، فیلسوف، شاعر، تاریخدان و پژوهشگر (زاده ۱۳۰۷)
- ۱۶ خرداد - شاپور قریب، کارگردان، بازیگر و نویسندهٔ (زاده ۱۳۱۱)
- ۱۶ خرداد - سیما کوبان، نقاش، مجسمه‌ساز، نویسنده، مترجم، ناشر، منتقد و پژوهشگر (زاده ۱۳۱۸)
- ۱۶ خرداد - طوفان عطایی، آهنگساز و خواننده (زاده ۱۳۲۵)
- ۲۰ خرداد - ابراهیم لاتخافی، قلم‌زن، اسطرلاب ساز (زاده ۱۲۹۸)
- ۲۲ خرداد - عبدالمجید یعقوب‌پور، زمین‌شناس و مترجم (زاده ۱۳۲۰)
- ۲۵ خرداد - حسن کسائی، نوازنده نی و موسیقی‌دان (زاده ۱۳۰۷)
- ۲۶ خرداد - منصوره حسینی، نقاش (زاده ۱۳۰۵)
- ۲۶ خرداد - احمد قدیریان، بازجو و شکنجه‌گر (زاده ۱۳۱۳)
- ۲۹ خرداد - عبدالله سروراحمدی، موسیقیدان مقامی و دوتار نواز (زاده ۱۳۲۸)

### تیر

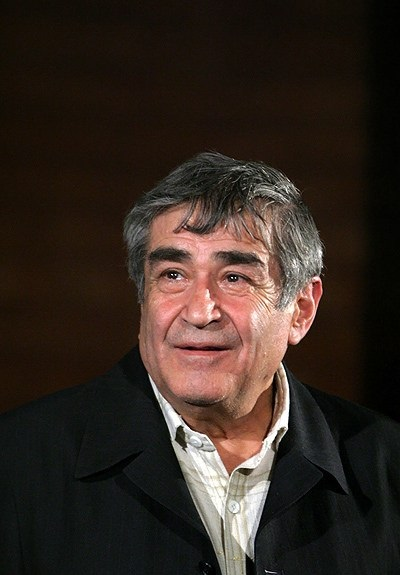
حمید سمندریان

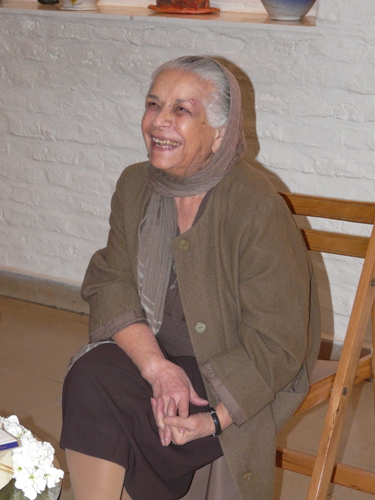
فخری گلستان

محمدحسن گنجی

- ؟ تیر روشنک، گوینده رادیو ایران و برنامه گلها (زاده ۱۳۰۷)
- ۶ تیر - علی کسمایی، مدیر دوبلاژ، دوبلر، کارگردان، فیلم‌نامه‌نویس و روزنامه‌نگار (زاده ۱۲۹۴)
- ۸ تیر - حمید حمزه ابیازنی، نویسنده رادیو، ترانه‌سرا، بازیگر و کارگردان و چهره‌پرداز تئاتر (زاده ۱۳۳۳)
- ۱۳ تیر - محمد فراهانی، نقاش قهوه‌خانه‌ای (زاده ۱۳۱۵)
- ۱۶ تیر - فخری گلستان، سفالگر (زاده ۱۳۰۴)
- ۲۲ تیر - حمید سمندریان، کارگردان تئاتر (زاده ۱۳۱۰)
- ۲۴ تیر - مهتاب نوروزی، سوزن‌دوز
- ۲۹ تیر - محمدحسن گنجی، پدر جغرافیای نوین و هواشناسی ایران (زاده ۱۲۹۱)

### مرداد

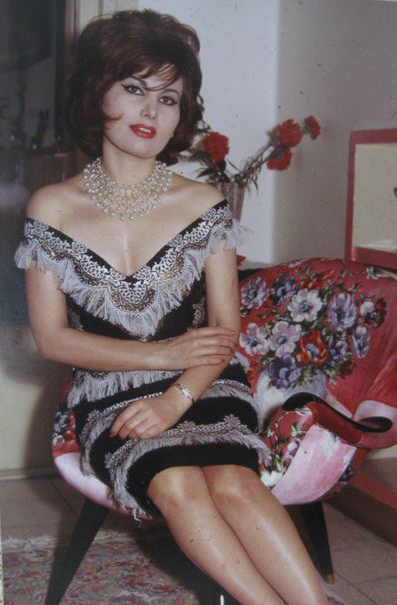
ایرن

- ۷ مرداد - بهروز ثروتیان، پژوهشگر ادبی و مصحح (زاده ۱۳۱۶)
- ۷ مرداد - ایرن زازیانس، بازیگر (زاده ۱۳۰۶)
- ۱۵ مرداد - محمود گلابدره‌ای، نویسنده (زاده ۱۳۱۸)
- ۱۸ مرداد - محمدرضا عباسی، فرماندار خرمشهر در زمان جنگ ایران و عراق (زاده ؟)
- ۲۳ مرداد - بیژن نعمتی‌شریف، مجسمه‌ساز، نقاش و عروسک‌ساز (زاده ۱۳۲۶)
- ۲۴ مرداد - منوچهر وصال، چهره ماندگار ریاضی و پدر آنالیز ایران (زاده ۱۲۹۱)
- ۲۵ مرداد - نادیا دلدار گلچین، بازیگر سینمای ایران (زاده ۱۳۳۹)

### شهریور
- ۲ شهریور - محمدصادق فرمان، نماینده حوزه انتخابیه کاشمر در دوره بیست و چهارم مجلس شورای ملی  (زاده ۱۳۰۰)
- ۱۲ شهریور - خسرو سعیدی، فعال سیاسی (زاده ۱۳۱۵)
- ۱۳ شهریور - منوچهر آگاه، اقتصاددان (زاده ۱۳۰۹)
- ۱۴ شهریور - پرویز همایون‌پور، پژوهشگر و مترجم ایرنی (زاده ۱۳۱۸)
- ۱۴ شهریور - نورالدین ثابت ایمانی، گوینده خبر در رادیو و تلویزیون مل ایران پیش از انقلاب (زاده ۱۳۱۹)
- ۱۵ شهریور - بهروز احمدی، معمار (زاده ۱۳۲۵)
- ۲۴ شهریور - حسن نزیه، قاضی و سیاستمدار (زاده ۱۳۰۰)
- ۲۶ شهریور - محمدجان شکوری بخارایی، ادیب و نویسندهٔ تاجیک (زاده ۱۳۰۴)

### مهر
- ۷ مهر - بهروز مسروری، بازیگر (زاده ۱۳۲۹)
- ۱۰ مهر - خسرو پرویزی، نویسنده، کارگردان و خبرنگار (زاده ۱۳۱۱)
- ۲۳ مهر - محمدباقر انواری، نماینده رزن در مجالس شورای اسلامی ایران (زاده ۱۳۰۵)
- ۲۵ مهر - حبیب لک‌زائی، از فرمانده‌های سپاه (زاده ۱۳۴۲)

### آبان

محمدجواد شریعت

- ۱ آبان - احمد قابل، مجتهد و پژوهشگر دینی (زاده ۱۳۲۵)
- ۲ آبان - فاضل اجبوری، بازیگر سینما و تلویزیون و تئاتر (زاده ۱۲۹۲)
- ۴ آبان - محمدجواد شریعت، عارف، پژوهشگر، مترجم، نویسنده، محقق،فرهنگ‌نویس، مؤلف، قرآن‌پژوه، مولوی‌پژوه، حافظ‌شناس، خاقانی‌شناس، شارح، شاعر، ادیب، مدرس و مصحح. (زاده ۱۳۱۵)

- ۱۲ آبان - سید کرامت‌الله ملک حسینی، انقلابی و نماینده مجلس خبرگان رهبری ایران (زاده ۱۳۰۳)
- ۱۳ آبان - ستار بهشتی، وبلاگ‌نویس (زاده ۱۳۵۶)
- ۱۴ آبان - لیلی گلیف، بازیگر (زاده ۱۳۱۸)

- ۱۶ آبان - والودیا تارخانیان، نوازنده و مدرس ساز ویولا ارمنی‌تبار (زاده ۱۳۰۴)
- ۱۹ آبان - ساموئل رهبر، پژوهشگر در زمینهٔ هموگلوبین و فرایند پیوند قندها (زاده ۱۳۰۸)

### آذر

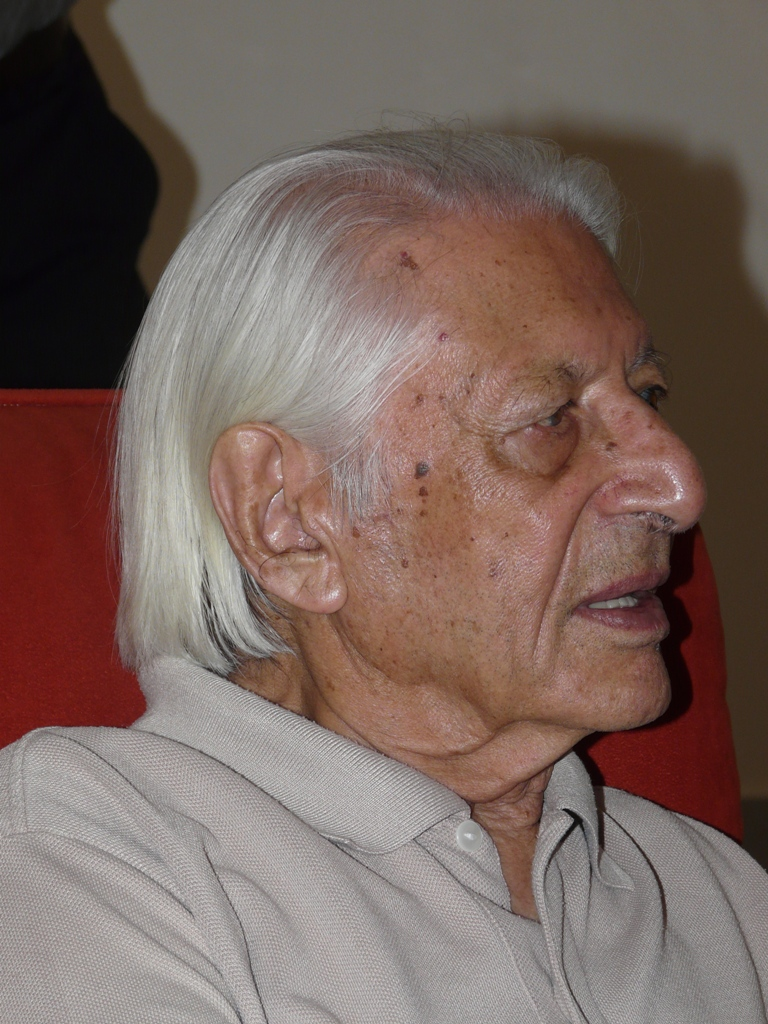
محمود جوادی‌پور

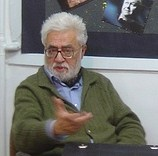
احسان نراقی

- ۲ آذر - فهیمه راستکار، بازیگر و دوبلور (زاده ۱۳۱۱)
- ۵ آذر - محمود جوادی‌پور، نقاش، گرافیست و از پیشگامان هنر نوگرایی ایران (زاده ۱۲۹۹)
- ۱۲ آذر - احسان نراقی، جامعه‌شناس (زاده ۱۳۰۵)
- ۱۲ آذر - حیدرعلی هومن، پدر علم روانسجنی ایران (زاده ۱۳۱۱)
- ۱۵ آذر - پرتو اشراق، محقق و مترجم سینما، ادبیات و موسیقی (زاده ۱۳۲۴)
- ۱۹ آذر - خلیل عمرانی، شاعر (زاده ۱۳۴۳)
- ۲۳ آذر - جاهد جهانشاهی، نویسنده، مترجم و منتقد تئاتر (زاده ۱۳۲۵)

### دی

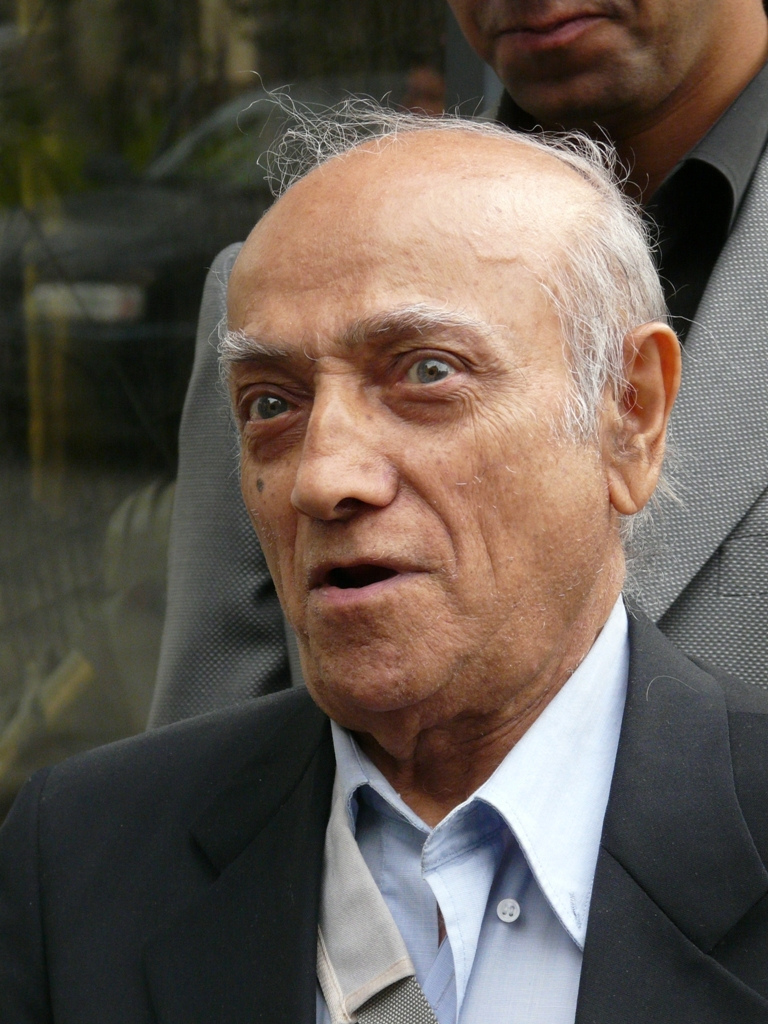
همایون خرم

- ۳ دی - نیما نهاوندیان، مجری تلویزیون (زاده ۱۳۵۹)
- ۴ دی - مجید تهرانیان، استاد ارتباطات (زاده ۱۳۱۶)
- ۱۱ دی - مرتضی ثاقب‌فر، جامعه شناس، نویسنده، مترجم، شاهنامه‌شناس و پژوهشگر تاریخ و فرهنگ ایران (زاده ۱۳۲۱ )
- ۱۲ دی - لئون میناسیان، مورخ ارمنی‌تبار (زاده ۱۲۹۹)
- ۱۲ دی - حسین حسینی، بازیگر سینما تائتر و تلویزیون (زاده ۱۳۲۰ )
- ۱۳ دی - مجتبی تهرانی، استاد اخلاق و مرجع تقلید (زاده ۱۳۱۶)
- ۱۷ دی - محمد عرب، کشتی‌گیر (زاده ۱۳۱۰)
- ۲۷ دی - محمد بیگلری‌پور، آهنگساز (زاده ۱۳۲۴)
- ۲۸ دی - همایون خرم، موسیقی دان و آهنگساز (زاده ۱۳۰۹)
- ۲۸ دی - محمود عنایت، دندانپزشک و روزنامه‌نگار (زاده ۱۳۱۱)

### بهمن
- ۱ بهمن  - فریدون نوین فرحبخش، نویسنده، محقق و کلکسیونر (زاده ۱۳۰۹)
- ۵ بهمن - پرویز اسلام‌پور، شاعر (زاده ؟)
- ۶ بهمن - محمدباقر آصف‌زاده، شاعر، نقاش و محقق (زاده ۱۳۰۲)
- ۱۱ بهمن - یحیی صادق وزیری، قاضی و رئیس دادگستری در دولت شاپور بختیار (زاده ۱۲۹۰)
- ۱۲ بهمن - حسن حبیبی، حقوق‌دان و سیاست‌مدار (زاده ۱۳۱۵)
- ۱۲ بهمن - محمدرضا بابامخیر، چهره ماندگار و پدر دامپزشکی ایران (زاده ۱۳۲۰)
- ۱۶ بهمن - محمد رضا گرگین‌زاده، آهنگساز و نویسنده (زاده ۱۳۲۷)
- ۲۴ بهمن - حسن شاطری، نظامی و عضو سپاه قدس (زاده ۱۳۴۱)
- ۲۵ بهمن - عزیزالله جوینی، شاهنامه‌پژوه و استاد زبان و ادبیات فارسی (زاده ۱۳۰۴)

### اسفند

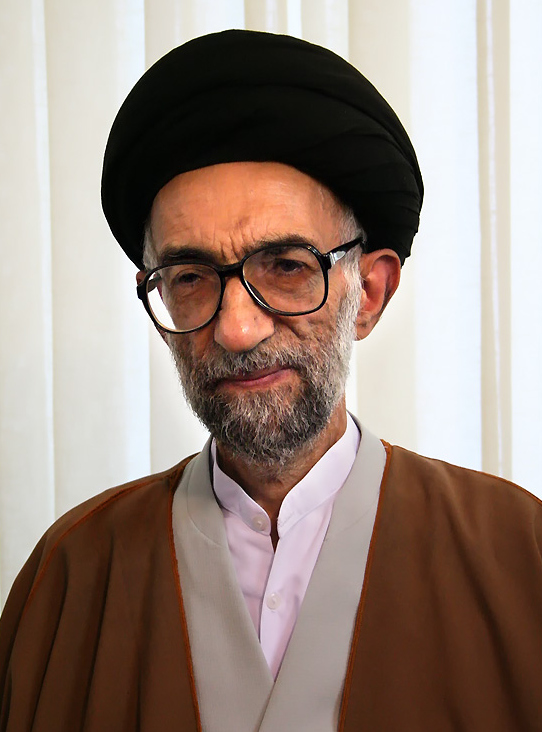
سید مجتبی موسوی لاری

- ۲ اسفند - عزیزالله خوشوقت، مجتهد (زاده ۱۳۰۵)
- ۳ اسفند - قاسم جبلی، خواننده (زاده ۱۳۰۵)
- ۳ اسفند - ناظم گنجاپور، بازیکن و مربی فوتبال (زاده ۱۳۲۲)
- ۸اسفند - وجی‌الله اقتصادی، پیش‌کسوت آموزش و پرورش ایران (زاده ۱۳۱۰)
- ۱۶ اسفند - هوگو چاوز، رئیس‌جمهور ونزوئلا (زاده ۱۳۳۳)
- ۱۷ اسفند - حسن لاهوتی، مترجم و مولوی‌پژوه (زاده ۱۳۲۳)
- ۱۹ اسفند - سید مجتبی موسوی لاری، روحانی، نویسنده و وزیر کشور در دولت سید محمد خاتمی (زاده ۱۳۱۴)
- ۲۲ اسفند - علی اقبالی، بنیان‌گذار تدریس رشته نقشه برداری در دانشگاه تهران و پدر آموزش عالی خصوصی ایران (زاده ۱۲۹۰)
- ۲۶ اسفند - محمدحسین تمدن جهرمی، اقتصاددان (زاده ۱۳۰۴)
- ۲۹ اسفند - احمد اسفندیاری، نقاش (زاده ۱۳۰۱)